# Ectactolpium schultzei
Ectactolpium schultzei är en spindeldjursart som först beskrevs av Albert Tullgren 1908.  Ectactolpium schultzei ingår i släktet Ectactolpium och familjen Olpiidae. Inga underarter finns listade i Catalogue of Life.